# Henry Ragas
Henry Ragas est un pianiste de jazz américain, né en 1891 à La Nouvelle-Orléans et mort le 18 février 1919 à New York.
Il commence sa carrière en solo au début des années 1910 puis part pour Chicago avec le groupe de Johnny Stein. Il trouve sa place dans l'histoire du jazz pour avoir été ensuite pianiste de l'Original Dixieland Jazz Band, premier groupe de jazz à avoir enregistré un disque en 1917. Il est présent sur 21 morceaux enregistrés, le dernier où il apparaît étant Bluin' The Blues qu'il a composé. Henry Ragas n'a pas pu profiter de la gloire de l'orchestre : il est mort lors de l'épidémie de grippe espagnole de 1919. Il est alors remplacé dans l'ODJB par J. Russel Robinson (en).